# Гетто в Козянах
Гетто в Козя́нах (лето 1941 — декабрь 1942) — еврейское гетто, место принудительного переселения евреев деревни Козяны Браславского района Витебской области и близлежащих населённых пунктов в процессе преследования и уничтожения евреев во время оккупации территории Беларуси войсками нацистской Германии в период Второй мировой войны.

## Оккупация Козян и создание гетто
Деревня Козяны была захвачена немецкими войсками в составе Браславского района в конце июня 1941 года, и оккупация продлилась 3 года — до начала июля 1944 года.
Реализуя нацистскую программу уничтожения евреев, немцы создавали гетто почти во всех городах и населённых пунктах Беларуси, где проживало еврейское население. Так и в Козянах после оккупации было создано гетто.

## Условия в гетто
В гетто были согнаны оставшиеся в деревне 50 еврейских семей — не успевших эвакуироваться или воевавших в Красной армии. У них сразу же было забрано ценное имущество и скот. 25 августа 1941 года на всех ещё живых 235 евреев деревни наложили «контрибуцию» в 15 000 рублей.
В начале 1942 года в Козянах по спискам числились 340 евреев — как местных, так и привезенных из других мест.

## Уничтожение гетто
К маю 1942 года в гетто остались в живых только евреи-медики и специалисты-ремесленники.
В декабре 1942 года на окраине деревни во время последней «акции» (таким эвфемизмом нацисты называли организованные ими массовые убийства) были расстреляны все ещё живые евреи Козян и пригнанные из ближайших деревень — всего около 700 человек.

## Память
На братской могиле жертв геноцида евреев в Козянах в 1967 году был возведён памятник, на котором нет упоминания о евреях, а написано «советские граждане».